# Egaleo
Egaleo (en griego moderno, Αιγάλεω; romanización, Aigaleo) es un municipio griego en la unidad periférica de Atenas Occidental, en la periferia de Ática. Limita al este con la capital y se encuentra a 6 km del Acrópolis.

## Toponimia
El lugar debe su nombre al cercano monte Egaleo, que sin embargo no se encuentra en el límite municipal. Ese monte es conocido en la historia griega por ser el lugar donde el rey persa Jerjes I asistió a la destrucción de su flota en la Batalla de Salamina.

## Historia
La ciudad de Egaleo está ubicada en el margen occidental del río Cefiso y al suroeste del monte Egaleo, del que ha tomado su nombre. El actual municipio fue durante siglos una zona agrícola e industrial sin apenas población, atravesada por la vía sagrada de Atenas.
En los años 1920 se produjo la llegada masiva de refugiados procedentes de Asia Menor que se asentaron al final de la guerra greco-turca. La actual Egaleo se llamó al principio «Nueva Kidonies», en referencia al nombre griego de la actual ciudad de Ayvalık, y quedó bajo administración de Atenas hasta que en 1934 se le otorgó autogobierno bajo el nombre de «Egaleo». Finalmente, en 1941 es reconocida como un municipio independiente de la capital. El crecimiento demográfico de la zona motivó a su vez la creación de nuevos municipios independientes que habían sido parte de Egaleo, tales como Agía Varvara en 1949.
Durante la Segunda Guerra Mundial, Egaleo fue un foco de resistencia de los partisanos griegos y en particular del Frente de Liberación Nacional. Uno de sus miembros más destacados, Stavros Mavrothalassitis, fue posteriormente alcalde en la década de 1960 y supervisó la transformación urbanística del municipio, que vio incrementada su población por la llegada de emigrantes de otras zonas del país.

## Transporte
La ciudad forma parte de la red de transporte público del área metropolitana de Atenas: cuenta con varias líneas de autobuses y desde 2007 está conectada a la línea 3 del metro de Atenas con tres paradas: Egaleo, Eleonas y Kerameikos.
Buena parte de la movilidad urbana depende del tráfico rodado. Por el municipio pasan dos de las carreteras más importantes de Grecia: la autopista nacional GR-A1 —integrada en la ruta europea E-75— y la autovía EO-8 desde Atenas hasta Patras.

## Deportes
El club deportivo más veterano de la ciudad es el A. O. Egaleo, que entre otras secciones tiene un equipo de fútbol y otro de baloncesto en categorías nacionales. También hay otra entidad deportiva, el Diagoras Dryopideon Aigaleo, que ha destacado a nivel nacional por su equipo de baloncesto.

## Ciudades hermanadas
Egaleo está hermanada con las siguientes ciudades, ordenadas por año de colaboración:
- Leganés, España (1980).[3]
- Kythrea, Chipre (1994).